# Střížov (okres České Budějovice)
Střížov (německy Driesendorf) je obec ležící v okrese České Budějovice, kraj Jihočeský, zhruba deset kilometrů jihovýchodně od Českých Budějovic. Etnograficky náleží Doudlebsku. Nachází se ve Strážkovické pahorkatině, ve zdaleka patrné poloze na svazích návrší (535 m n. m.) zvedajícím se 2,5 km severovýchodně nad soutokem Malše se Stropnicí. Díky této poloze blízko soutoku má katastrální území název Střížov nad Malší. Žije zde 223 obyvatel.

## Historie
Název obce pochází buď podle jednoho z osadníků – Strycha, nebo podle strážního místa. První písemná zmínka o vsi pochází z roku 1263, kdy se Jaroslav ze Střížova (Jeruzlab de Strizendorf) jmenuje mezi svědky prodeje vsi Záboří vyšebrodskému klášteru.
V letech 1943–1945 byla ke Střížovu připojena osada Borovnice.
V současnosti je v obci základní škola, školka, hospoda, smíšené zboží a kulturní dům. V katastru obce se nachází chatová osada. Obec je členem Mikroregionu Pomalší.

## Školství
Střížovská škola existovala již roku 1648 (učitel Matěj Kottas). Nová školní budova byla postavena v letech 1832–1833 (čp. 27). Škola byla roku 1857 rozšířena na dvoutřídní, 1882 trojtřídní a 1892 čtyřtřídní. Pokles počtu žáků vedl v roce 1974 k úpravě na jednotřídku a nakonec roku 1980 ke zrušení školy. Dnes tu opět působí základní škola (první stupeň) a mateřská škola.

## Pamětihodnosti
- Kostel svatého Martina na severovýchodním kraji okrouhlé návsi – jednolodní stavba s pětiboce ukončeným presbytářem, po jižní straně přiléhá hranolová věž a obdélná sakristie. Kostel je v jádru raně gotický z doby kolem roku 1300, byl přestavován před rokem 1493, další úpravy proběhly v letech 1660 (klenba lodi), 1775 a 1871 (přístavba sakristie). Dochovaly se zde náhrobní kameny Kořenských z Terešova a na Komařicích ze 16. a 17. století. Hřbitov, původně obklopující kostel, byl zrušen roku 1772, zhruba od téže doby se datuje pořádání bartolomějských poutí, přenesených do Střížova ze zrušeného kostela sv. Bartoloměje v údolí Želno. Zdejší tradice považuje kostel sv. Martina za místo, kde byl pokřtěn pozdější vojevůdce Jan Žižka z Trocnova, protože Trocnov tehdy spadal do Střížovské farnosti. V kostele se dochovala kamenná křtitelnice. Kostelní zvon z roku 1428 je vyhlášen kulturní památkou a je nejstarším zvonem v českobudějovickém vikariátu[4].
- Na zahradě čp. 24 je kámen, který je údajně nohou stolu, na kterém byli hoštěni kmotři po křtu. Tento dům patřil osadníku Strychovi, se kterým byl údajně spřízněn Žižka.
- Z řady dochovaných statků stojí za zmínku zejména čp. 8 a 17 (Třetinů statek)

## Rodáci
- Matouš Talíř (1835–1932), právník, národohospodář, statistik a politik, rektor Univerzity Karlovy
- Simcha Friedman (1911–1990), izraelský politik, poslanec Knesetu